# 2 Belgen
2 Belgen was een Belgische new waveband uit de jaren 80 van de 20e eeuw. Hun bekendste en populairste nummers zijn Opération Coup de Poing (1984), Queen of Mine (1985) en vooral Lena (1985).

## Biografie
De band kwam uit Gent en bestond in eerste instantie uit zanger-gitarist Rembert De Smet en drummer Herman Celis. Later legde De Smet zich toe op het gebruik van de gitaar-synthesizer. In 1982 verschenen de eerste single Quand le film est triste / Lena en het eerste album 2 Belgen. Na dit eerste album werd het duo uitgebreid tot een echte band. De singles Opération Coup de Poing (een cover van Alpha Blondy's Brigadier Sabari), Lena en Queen of Mine waren grote hits in België en worden nog steeds veel op de radio gedraaid.
De groep werd officieel ontbonden in 1993. 

## Leden
- Rembert De Smet
- Herman Celis / Uli Kraemer / Pat Riské (drums)
- Alan Gevaert (bas)
- Jean-Lou Nowé (gitaar)
- Koen Brando (toetsen)

## Discografie
- 2 Belgen (1982)
- Soulsmasking (1984)
- Trop Petit (1985)
- Sweet and Sour (1987)